# Giuseppe Zangara
Giuseppe Zangara (Ferruzzano, 7 settembre 1900 – Raiford, 20 marzo 1933) è stato un criminale italiano naturalizzato statunitense.

## Biografia
Giuseppe (o Joseph, con la variante inglesizzata del nome) Zangara nacque a Ferruzzano, in provincia di Reggio Calabria, il 7 settembre 1900. Zangara combatté negli ultimi mesi del primo conflitto mondiale e nell'immediato dopoguerra svolse svariati mestieri umili prima di emigrare negli Stati Uniti insieme con suo zio, nel 1923. Si stabilì inizialmente a Paterson, nel New Jersey, lavorando come muratore; acquisì la cittadinanza statunitense l'11 settembre 1929. Si iscrisse nel sindacato dei muratori e prese la tessera del Partito Repubblicano. Intorno al 1932 si trasferì a Miami, in Florida, perché, a causa delle proprie condizioni di salute, soffriva molto gli inverni rigidi del Nord degli Stati Uniti e non riusciva a lavorare durante i mesi invernali. Sperava dunque che l'assai più mite clima della Florida gli rendesse più facile guadagnarsi da vivere.

### Problemi di salute fisica
Zangara era di costituzione assai esile: era alto appena 1,5 m e non arrivava a pesare 50 chili. Soffriva inoltre di forti dolori cronici all'addome, che non furono attenuati nemmeno da un intervento di appendicectomia a cui si sottopose nel 1926. I medici che effettuarono l'autopsia di Zangara attribuirono la causa del problema a delle aderenze trovate sulla sua cistifellea come risultato di indigestione cronica. Nelle dichiarazioni al processo ed in alcune pagine autobiografiche scritte in prigione, Zangara stesso attribuisce la causa dei suoi dolori ai faticosissimi lavori manuali che fu costretto a fare sin da piccolo nella fattoria paterna, e precisa che cominciò a soffrirne dall'età di sei anni. Nathan D. Shappee, nel suo articolo del 1958, riteneva che Zangara fosse mentalmente instabile proprio a causa dei suoi problemi fisici.

### Tentativo di assassinio di Franklin Delano Roosevelt
La sera del 15 febbraio 1933 Zangara fu autore di un tentativo di assassinio ai danni di Franklin Delano Roosevelt a Miami, in Florida, a seguito del quale morì invece il sindaco di Chicago, Anton J. Cermak.

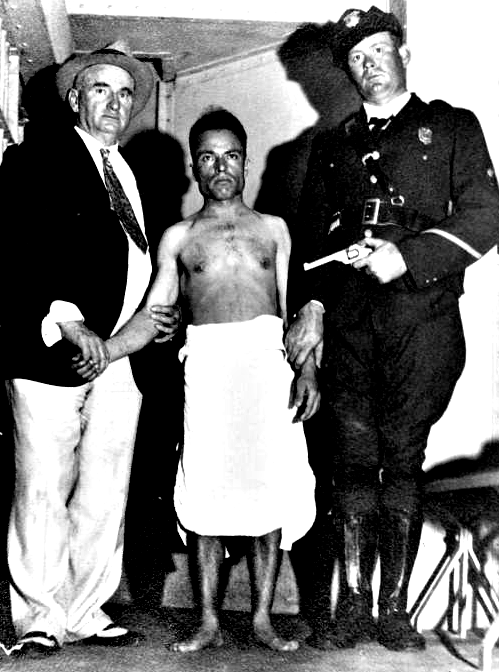
Zangara tra due agenti dopo il suo arresto, il 15 febbraio 1933. Dal confronto con i due agenti emerge chiaramente l'esile statura dell'uomo.

Roosevelt, che allora rivestiva la carica di presidente eletto, stava tenendo un discorso improvvisato sul pianale di un furgoncino nell'area di Bayfront Park, zona in cui Zangara svolgeva lavori occasionali e viveva grazie ai propri risparmi. L'uomo si unì alla folla degli spettatori portando con sé un revolver calibro .32 della US Revolver Company che aveva comprato ad un banco dei pegni, pochi giorni prima, al prezzo di 8 dollari (circa 160 dollari del 2019). Vista la bassissima statura, Zangara fu costretto a salire su una sedia pieghevole per poter avere una visione chiara del comizio e del suo bersaglio.
Dopo che ebbe sparato i primi due colpi, Lilian Cross (lo spettatore che si trovava immediatamente davanti a Zangara) ed altri astanti provarono ad immobilizzarlo afferrandogli il braccio, ma lo sparatore riuscì ad esplodere altri quattro colpi all'impazzata, scaricando l'arma. Cinque furono le persone colpite: Josephine H. Gill, che rimase gravemente ferita all'addome, ma sopravvisse; Margaret Kruis, una ballerina proveniente da Newark, che visitò poi Roosevelt alla Casa Bianca nel giugno del 1933; William Sinnott, che era stato guardia del corpo di Roosevelt quando questi era governatore di New York e ricevette dal presidente, nel 1940, la medaglia d'oro del Congresso per le proprie azioni; Russell Caldwell, un architetto di Miami; Anton J. Cermak, sindaco di Chicago, che si trovava a fianco a Roosevelt, il quale risultò invece totalmente illeso. Cermak non morì sul colpo, e venne trasportato in ospedale tra le braccia di Roosevelt. Una volta arrivato in ospedale il sindaco avrebbe rivolto al presidente la famosa frase "Sono contento che sia toccato a me e non a lei", che venne poi incisa sulla sua tomba. L'articolo dello Chicago Tribune in cui è riportata non cita alcun testimone e oggi la maggior parte degli studiosi dubita che tale frase sia mai stata effettivamente pronunciata.

### Processo per tentato omicidio, morte di Cermak e secondo processo

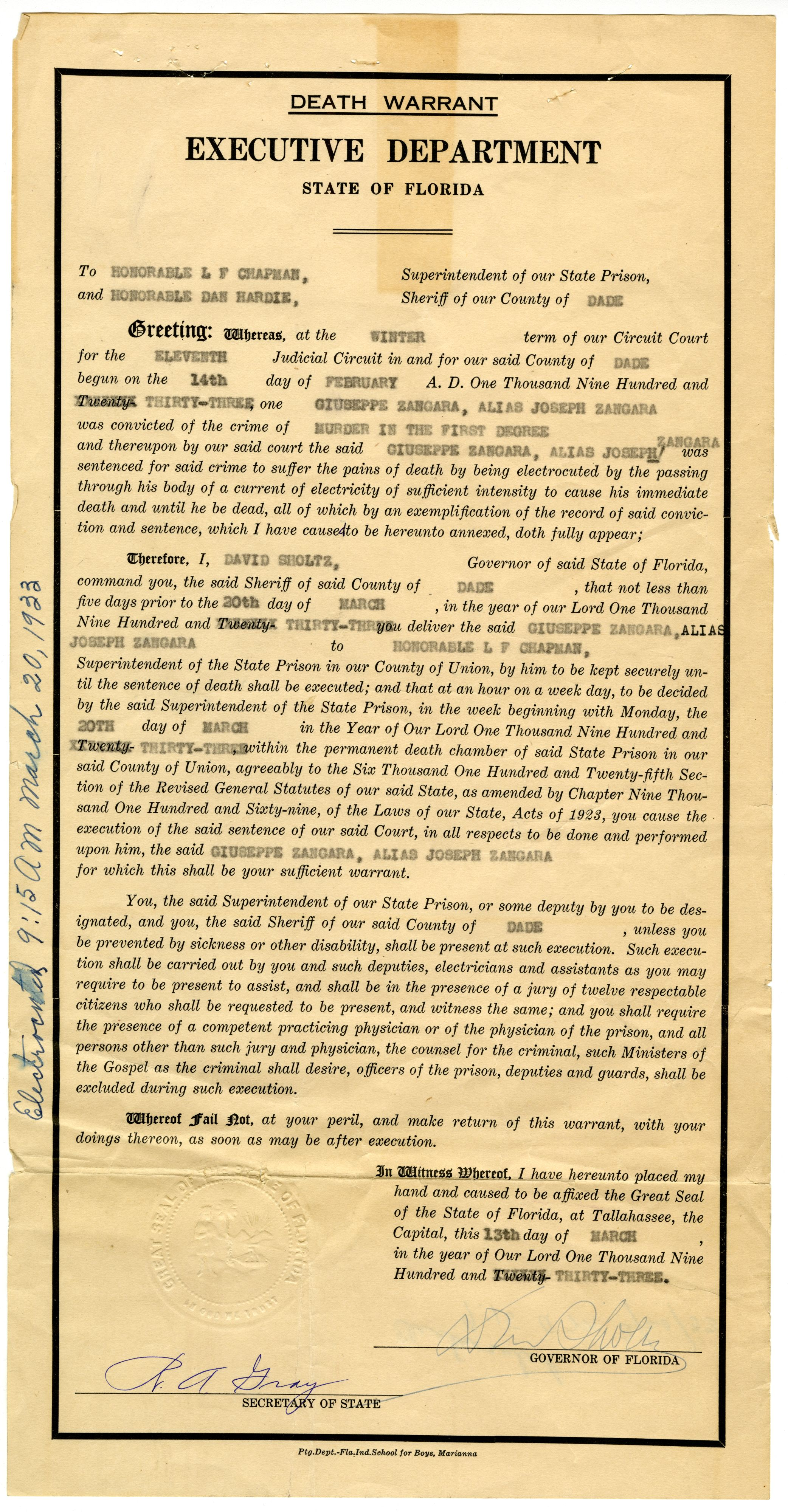
Il mandato di esecuzione di Giuseppe Zangara, firmato dal governatore della Florida, David Sholtz, il 13 marzo 1933, una settimana dopo la morte di Cermak e il secondo processo di Zangara.

Zangara fu inizialmente recluso in una cella del tribunale di Dade County, a Miami, dove confessò i propri intenti, affermando di volere uccidere "prima i re ed i presidenti e poi tutti i capitalisti". Dovette rispondere davanti al giudice di quattro tentati omicidi: viste le gravissime condizioni di Josephine Gill e di Cermak, infatti, non fu accusato del loro tentato omicidio, perché si aspettava per capire se sarebbero sopravvissuti o meno. Zangara si dichiarò colpevole di tutte le accuse e venne condannato ad 80 anni di carcere, il massimo della pena. Al processo, fece spesso riferimento ai dolori di cui soffriva, al suo disprezzo verso i capitalisti e all'intenzione di fare "cinquanta e cinquanta" facendo soffrire il presidente. Mentre veniva condotto fuori dall'aula, chiese poi al giudice di inasprire la condanna portandola a 100 anni.
Il 6 marzo 1933, 19 giorni dopo il tentativo di omicidio e due giorni dopo l'inaugurazione presidenziale di Roosevelt, Cermak morì di peritonite in ospedale alle 6,57 del mattino. A questo punto una delle accuse di tentato omicidio si trasformò in accusa di omicidio di primo grado per Zangara, che fu riprocessato il 9 marzo 1933. Poiché aveva confessato le proprie intenzioni omicide, non era rilevante né il fatto che la persona effettivamente morta non costituisse il suo bersaglio originale né il fatto che la morte di Cermak potesse ricondursi in parte ad errori dei medici. In ogni caso, sarebbe comunque stato colpevole secondo la dottrina dell'aberratio ictus (transferred intent, nella terminologia giuridica anglosassone).
Anche di fronte all'accusa di omicidio Zangara si dichiarò nuovamente colpevole e venne così condannato a morte. Una volta pronunciata la sentenza, Zangara dichiarò, nel suo inglese sconnesso, che non aveva paura della sedia elettrica, che non gli importava della condanna e che considerava il giudice "uno dei capitalisti" e "un criminale".
Zangara venne trasferito alla Florida State Prison, a Raiford. La prigione possedeva una sola cella in cui il condannato a morte trascorreva i suoi ultimi giorni, ma poiché all'arrivo di Zangara questa era già occupata e poiché la legge della Florida imponeva che i condannati a morte fossero alloggiati in celle singole, l'amministrazione penitenziaria dovette espandere il braccio. Fu così che venne creato l'effettivo braccio della morte della Florida State Prison.

### Esecuzione e sepoltura
Il 20 marzo 1933, dopo aver trascorso solo 10 giorni nel braccio della morte, Giuseppe Zangara, a trentatré anni non ancora compiuti, venne giustiziato sulla sedia elettrica nella stanza delle esecuzioni della Florida State Prison di Raiford. Secondo le testimonianze, Zangara si infuriò quando seppe che i suoi ultimi momenti non sarebbero stati né filmati né fotografati. Le sue ultime parole furono: "Viva l'Italia! Addio a tutte le persone povere del mondo! Premete il pulsante. Forza, premete il pulsante!". Dal giorno in cui venne arrestato a quello in cui, passando per la morte di Cermak e il secondo processo, venne giustiziato passarono appena 33 giorni, con una rapidità nella burocrazia impressionante anche per l'epoca.
Dopo l'esecuzione e l'autopsia, il suo corpo venne inumato nel cimitero della prigione. La tomba è segnalata da una placca, ma il cognome è erroneamente scritto "Zangana" invece di "Zangara".

## L'ipotesi mafiosa: Zangara sicario di Nitti?
L'idea più diffusa e comunemente accettata è che Giuseppe Zangara intendesse uccidere il presidente-eletto Roosevelt ma che mancò il bersaglio, colpendo Cermak per errore (gli altri feriti, come si è visto, furono più il risultato di una reazione violenta al tentativo di arresto che non la realizzazione di un piano preciso). Intorno al 1999, però, si è sviluppata nell'ambiente di Chicago una nuova teoria secondo cui Zangara non intendesse assassinare Roosevelt. L'italiano sarebbe stato un sicario ingaggiato da Frank Nitti, il capo dell'organizzazione criminosa nota come Chicago Outfit, proprio per eliminare Cermak, che era appunto il sindaco di Chicago. John William Tuohy, autore di numerosi libri sul crimine organizzato a Chicago, ha analizzato numerosi rapporti dell'United States Secret Service e, in un suo articolo del 2002, ha descritto dettagliatamente le ragioni secondo le quali Cermak sarebbe stato il vero bersaglio. L'autore ha pure messo in relazione il tentativo di omicidio con l'inasprirsi della violenza fra gang a Chicago. Alcuni ricercatori hanno appoggiato questa teoria e si è supposto che l'omicidio di Cermak potesse essere conseguenza di un tentativo di omicidio ai danni dello stesso Frank Nitti, fallito circa tre mesi prima, dietro al quale potrebbe esserci stato Cermak.
Chi appoggia l'ipotesi mafiosa fa riferimento al fatto che Zangara, nel periodo che trascorse nel Regio Esercito alla fine della prima guerra mondiale, si era distinto per la sua eccellente mira, e quindi difficilmente avrebbe mancato il proprio bersaglio. Questa interpretazione però dà poca o nessuna importanza al fatto che le condizioni fisiche di Zangara erano, nel 1933, peggiori rispetto a quelle di sedici anni prima, che a causa della sua bassa statura era stato costretto a salire su una sedia traballante e che la sua esperienza di tiratore scelto avrà riguardato l'uso di un fucile e non di un revolver. Lo stesso Zangara dichiarò poi, come si è visto, di voler uccidere i "re ed i presidenti".
Raymond Moley, che era presente al momento del tentato omicidio e che poté interrogare Zangara, riteneva che egli avesse agito da solo e che il suo intento fosse quello di uccidere Roosevelt.

## Riferimenti nella cultura di massa
Il personaggio di Giuseppe Zangara appare nel musical Assassins di Stephen Sondheim. Ha un ruolo in diversi brani e il suo assolo principale è in quello che si intitola "How I saved Roosevelt".
Giuseppe Zangara ha un ruolo importante nell'antefatto del romanzo distopico La svastica sul sole, di Philip K. Dick (e, di conseguenza, nella serie Amazon omonima), ambientato in una linea temporale alternativa in cui le forze dell'Asse hanno vinto la seconda guerra mondiale. Nel libro, il tentativo di Zangara a Miami fallisce, ma l'uomo ha successo in un secondo tentativo nel 1934. Gli Stati Uniti, così privati di un presidente capace e di una figura di riferimento, non riescono ad uscire dalla crisi economica e ad organizzare una lotta efficiente contro la Germania nazista, che così trionfa nel conflitto. Uno scenario in cui Zangara riesce ad uccidere Roosevelt è anche alla base del libro di Erich Norden The Ultimate Solution (1972) e dell'universo alternativo chiamato "Reich 5" e contenuto nel gioco di ruolo GURPS Alternate Earths.
Max Allan Collins fa riferimento al tentato omicidio perpetrato da Zangara nel suo libro del 1983 True Detective, il primo della serie dedicata all'investigatore Nate Heller. L'opera, che nel 1984 vinse il premio Shamus per il miglior romanzo in edizione rilegata, abbraccia la tesi secondo la quale Giuseppe Zangara sarebbe stato un sicario al soldo di Frank Nitti e Cermak avrebbe costituito il vero bersaglio.
In un episodio del 2013 della serie televisiva statunitense The Newsroom il fallito tentativo di Zangara viene presentato come esempio di come un minimo particolare possa stravolgere totalmente una situazione. Viene spiegato che, se la sedia pieghevole su cui Zangara fu costretto a salire non fosse stata traballante, egli sarebbe probabilmente riuscito nel proprio intento e avrebbe ucciso Roosevelt. A questi sarebbe subentrato il vicepresidente-eletto, John Nance Garner, che si opponeva al progetto del New Deal. Quindi, suggerisce l'episodio, se non fosse stato per una sedia traballante gli Stati Uniti non sarebbero probabilmente usciti dalla Grande Depressione.